# 地域密着
地域密着（ちいきみっちゃく）とは、ある団体などが特定の地域に限定して、その地域を重点的に活動を行うことである。

## 歴史
元々は、スポーツ競技団体のJリーグが打ち出したクラブ運営の方向性を表す言葉である。ただ、最初にこの言葉をJリーグ自体が厳密に定義・説明をした事はなく、一般的には「理念」、「指針」、「標語」といった意味合いで受け止められている。このほか、「地域に根差す」等の表現が用いられる。
この考え方はJリーグ内部においてもクラブ関係者を中心に当初はなかなか理解されず、当時は同じ読売グループの傘下だったプロ野球・読売巨人軍を理想像として「全国区のチーム」を目指していたヴェルディ川崎などのように真っ向から反感を持たれることもあった。
しかし、90年代前半のバブル経済崩壊以降は、企業スポーツや企業スポーツの延長線上にあるプロ野球の行き詰まり、浦和レッズやアルビレックス新潟の商業的成功でにわかに脚光を浴びた。Jリーグ加盟を目指す地方都市の増加やプロ野球球団の地方移転・地域密着路線、Bリーグや野球独立リーグの四国アイランドリーグplus、BCリーグの発足等、日本スポーツ界全体に影響を与えている。
スポーツ界以外にも政治活動や経済活動等においても、いわゆる「キャッチフレーズ」の意味合いとして使われている。
ローカルな活動形態としては「地域の子どもは地域で育てるもの」という考え方から、地域子ども会やスポーツ少年団を通して主に小学生年代までの期間を市町村や集落単位で長年行われている。

## 還元
従来の日本のスポーツは企業・学校に帰属し、そこに所属する一部の競技者のみが競技力の向上を目指して活動する事が主であった。
これを欧米に見られるスポーツクラブのように企業や学校と言う枠ではなく地域と言う枠で捉え、クラブが地域に対し、年齢・性別・競技レベルを問わず行える「総合スポーツクラブ」と呼ばれるスポーツ活動の場を提供する事により「スポンサーや自身の活動によって得られた利益を地域へ還元する」と言うものである。なお、Jリーグでは下部組織の保持が条件の一つとなっている。

## 運営
従来の企業スポーツ活動は社員に対する福利厚生と世間への宣伝広告の意味合いが強く、多くの企業では景気や経営状態が悪化した場合に最初に整理縮小の対象となる位置づけであるため、企業の業績次第ではチームそのものの休廃部などに至り易かった。
このような運営上の弱点を持たないために、一企業に支援を依存せずにクラブの地元の企業から広くスポンサーを募って活動資金を集め、そこで地元住民と地元企業のマッチングを図りつつ、一企業の業績に左右され難い運営体制となる事を目指している。
特にJリーグにおいては、親会社や大手スポンサーを持たないクラブにとって1999年の2部制導入以降生じた「降格」は存続を揺るがしかねない問題となりうるという理解が広がったため、クラブ経営を地域で支えようというコミュニティの形成が重要視されるようになった。2部制導入以降のクラブとしては、都市部でFC東京や川崎フロンターレが先行した他、ヴァンフォーレ甲府の経営モデルがJクラブを持つ他の地域都市へと波及していった。

## 名称
従来の企業部活動やプロ野球において、チームは言わば企業の広告塔であり、企業名がチーム名となっていた。Jリーグでは企業名を入れる事を「ファンが限定される」「自治体との協力体制や市民参加が得難い」として認めず、チームの呼称を「地域名＋愛称」とする事で「地域に根差したスポーツクラブ」としての存在を示すとしている。
また、地域名を冠することで地元住民の帰属意識を刺激し、集客などの経営面での好影響があるとの見方もある。